# Vicente Oliveira Gurgel do Amaral
Vicente Oliveira Gurgel do Amaral (Caraúbas, 1858 - ?) foi um fazendeiro brasileiro do período imperial.

## Biografia
Vicente nasceu na Fazenda São Vicente em Caraúbas. A referida propriedade rural surgiu quando o seu pai, Cândido Gurgel do Amaral, herdou 3/4 de terra da Fazenda São Pedro durante a partilha de bens no inventário de 1876 do Major José Gurgel do Amaral Filho. Após a sua morte, a Fazenda São Vicente foi desmembrando entre os filhos, surgindo o Sítio São Bento, que já era existente em 1878, , e que estava situado próximo do cruzamento de vários caminhos antigos para localidades importantes do Rio Grande do Norte e Paraíba. Em tal encruzilhada surgiu o vilarejo de São Bento, que posteriormente se tornou a cidade de Janduís.
O Sítio São Bento possuía 400 braças de boca (largura) por 2.400 braças de fundo (comprimento). Braça era a unidade de medida utilizada na região naquele período. Uma braça corresponde a 2,20 cm.

## Genealogia

### Ascendência
Vicente era filho de Cândido Gurgel do Amaral (1824 - 1891) e Ana Mafalda de Oliveira (1837 - 1923). Neto paterno do Major José Gurgel do Amaral Filho (1784 -1874) e Quitéria Ferreira de Barros (1787 - 1832), e neto materno do Tenente-Coronel Antônio Francisco de Oliveira (1784 - 1897) e Mafalda Gomes de Freitas (1804 - 1843); Bisneto (por José Filho) do Capitão José Gurgel do Amaral (1735 - ?) e Cosma Nunes Nogueira II (1750 - ?). Bisneto (por Quitéria) de José de Barros Ferreira Neto e Caetana Maria Micaela de Carvalho (1748 - ?). Bisneto (por Antônio Francisco) do Tenente Manoel João de Oliveira e Antônia Maria de Jesus Fernandes Pimenta, e bisneto (por Mafalda) do Capitão Antônio Fernandes Pimenta e Francisca Romana do Sacramento Filgueira (1771 - 1851).

#### Ascendência por José Gurgel do Amaral
Hexaneto (ou 6º neto) do Dr. Cláudio Gurgel do Amaral (1654 - 1716) e Ana Barbosa da Silva (1644 - 1695), os quais foram bisavós de José Gurgel do Amaral; Heptaneto (ou 7º neto) do português Capitão João Batista Jordão (1605 - 1689) casado com a brasileira Ângela do Amaral Gurgel (1616 - 1695), os quais foram pais de Cláudio; Octaneto (ou 8º neto) do corsário teuto-francês Toussaint Gurgel (1576 - 1631), casado com a brasileira Domingas de Arão Amaral (1586 - 1654), os quais foram pais de Ângela. E 8º neto dos portugueses Antônio Nunes da Silva (1578 - ?) e Maria Jordão (1588 - ?), os quais foram pais do Capitão João; Nonaneto (ou 9º neto) dos portugueses Antônio Diogo do Amaral (1550 - ?) e Micaela de Jesus do Arão (pais de Domingas).

#### Ascendência por Cosma Nunes Nogueira II
Tataraneto (ou 3º neto) do Alferes Teodósio da Costa Nogueira e Cosma Nunes Nogueira I; Tetraneto (ou 4º neto) de Felipe da Costa Nogueira (? - 1718) e Helena da Rocha (? - 1707), os quais foram pais de Teodósio, e 4º neto do Coronel Manuel Nogueira de Souza e Maria Nunes Nogueira, os quais foram pais de Cosma I.

#### Ascendência por José de Barros Ferreira Neto
3º neto do Capitão Feliciano Gomes da Silva (1732 - 1762) e Maria Floriana de Barros Ferreira (casada em primeiras núpcias com João Pereira Sarmento), os quais foram pais de José de Barros Neto. Tetraneto (ou 4º neto por Feliciano) de José Pereira de Carvalho e Maria Quaresma. 4º neto (por Maria Floriana) de José de Barros Ferreira e Maria Ferreira Bezerra. Pentaneto (ou 5º neto) de Luís de Oliveira  Camacho e Maria Ferreira Bezerra (pais de José de Barros Ferreira), e 5º neto de Francisco de Brito Pereira e Joana da Costa Leitão (pais de Maria Ferreira Bezerra).

#### Ascendência por Caetana Maria Micaela de Carvalho
3º neto de Antônio Álvares Maciel de Carvalho (? - 1799) e Quitéria Correia Lima (? - 1803). 4º neto (por Antônio) do português Antônio Alves de Carvalho e Caetana Maria Maciel, e 4º neto (por Quitéria) do Capitão Simeão Correia Lima e Ana de Oliveira Maciel. 5º neto do português Dr. Luciano Dias Cardoso de Vargas e Rosa Maria Maciel de Carvalho, os quais foram pais de Caetana Maria Maciel. 5º neto de Paschoal Ferreira de Melo e Josefa Maria Rocha Maciel (pais de Ana), 6º neto de Agostinho Ferreira de Melo e Antônia Rita Barreto (pais de Paschoal), e 6º neto de José de Moura Brasil e Ana da Silva Rocha (pais de Antônia Rita). 7º neto do Capitão Sebastião Ferreira de Melo (pai de Agostinho).

#### Ascendência por Antônia Maria de Jesus e Antônio Fernandes Pimenta
3º neto duas vezes, pois Antônio e Antônia eram irmãos, e filhos do Comandante José Fernandes Pimenta (1735 - ?) e Josefa Maria da Conceição. 4º neto dos portugueses Capitão Antônio Fernandes Pimenta e Joana Franklina do Amor Divino, os quais foram pais de José.

#### Ascendência por Francisca Romana do Sacramento Filgueira
3º neto do Capitão Manoel Carneiro de Freitas (? - 1828) e Joana Delfina de Jesus Filgueira.

### Irmãos
Vicente era irmão de:
- Cecília Cândida Oliveira Gurgel do Amaral (1853 - ?), casada em 1876 com José Gurgel do Amaral II (1852 - ?), filho do Major José Gurgel do Amaral Filho (1784 - 1854) e 1874). Portanto, José II era meio-tio de Cecília Cândida.[1]
- José Oliveira Gurgel do Amaral (1855 - 1908), se casou em primeiras núpcias em 1874 com sua prima, Isabel Alexandrina de Oliveira (1859 - ?), filha do Capitão Alexandre Magno de Oliveira Pinto e Francisca Romana de Oliveira. José se casou em segundas núpcias em 1880 com outra prima, Joana Rozenda de Oliveira (1860 - 1908).[1]
- Antônio Rozendo Oliveira Gurgel do Amaral (1856 - ?), se casou em primeiras núpcias em 1874 com sua prima, Maria Inocência de Oliveira (1856 - ?), irmã de Isabel Alexandrina (acima citada). Antônio Rozendo se casou em segundas núpcias em 1879 com Maria Gomes de Paiva.[1]
- Cândido Gurgel do Amaral Filho (1860 - 1878), se casou em 1878 com sua prima Catarina Alexandrina de Oliveira (1863 - 1930), irmã de Isabel Alexandrina e Maria Inocência (acima citadas).[1]
- Quitéria Cândida Oliveira Gurgel do Amaral (1865 - ? ), casada em 1883 com seu primo Saturiano Praxedes de Oliveira Fernandes (1867 - ?).[1]
- Mafalda Oliveira Gurgel do Amaral (1867 - ?).[1]
- Olinto Oliveira Gurgel do Amaral (1868 - ?), se casou com Maria Antônia Lucena Pereira Costa.[1]
- Sebastião Oliveira Gurgel do Amaral (1871 - ?), se casou com Maria Paula Avelino (1872 - ?), filha de Boaventura Paula Avelino e Maria Linhares.[1]
- Maria Cândida Oliveira Gurgel do Amaral (1873 - ?), casada com Joaquim Pereira Costa.[1]
- Lourenço Oliveira Gurgel do Amaral (1875 - ?), se casou em 1896 com Maria Fernandes Praxedes (1871 - ?), filha de Lúcio Manoel Praxedes e Antônio Rufina Fernandes.[1]
- Bemvindo Oliveira Gurgel do Amaral (1877 - ?), se casou com sua prima Sinfororoza Rozenda Oliveira Gurgel do Amaral (1891 - ?), filha de Antônio Rozendo Oliveira Gurgel do Amaral e Maria Gomes de Paiva (Antônio Rozendo era irmão de Bemvindo).[1]

### Descendência
Do casamento em 1888 com a sua prima materna, Joana Francisca Romana de Oliveira (1854 - ?), filha do Capitão Alexandre Magno de Oliveira Pinto (filho do Capitão Vicente Ferreira Pinto) e Francisca Romana de Oliveira (filha do Tenente-Coronel Antônio Francisco de Oliveira e Mafalda Gomes de Freitas), teve:
1. Profº. Pedro Oliveira Gurgel do Amaral (1879 - 1918), se casou com Joaquina Clementina Dantas (1883 - ?), filha do Coronel José Calazâncio Dantas (1840 - ?) e Enedina Maria de Sant'Ana. Pedro foi avô do ex-governador do Rio Grande do Norte, Walfredo Dantas Gurgel (1908 - 1971).[1]
2. Ana Gurgel do Amaral (1883 - ?), casada em 1908 com seu primo, Miguel Benevides Carneiro (1885 - ?), filho de Raimundo Benevides Carneiro e Xancha Maria Mafalda.[1]
3. Eugênio Gurgel do Amaral (1884 - 1932), se casou em 1916 com Maria dos Santos,[4] filha de João Francisco dos Santos.[1]
4. Maria Gurgel do Amaral (1886 - ?), casada em 1907 com seu primo, Joaquim Torquato de Brito.[1]
5. Rogério Gurgel do Amaral (1887 - ?), se casou em 1915 com Amélia Neves de Sá (1896 - ?).[1]
6. Heduvirges Gurgel do Amaral (1888 - ?), casada em primeiras núpcias em 1907 com seu primo José Augusto Fernandes Carneiro, e em segundas núpcias com Vencimo Vieira Sobrinho.[1]
7. Canuto Gurgel do Amaral (1891 - 1951),[2][4][18] se casou com Joana de Melo, filha de Manoel Mila Melo. Canuto é o fundador de Janduís.[1]
8. Daniel Gurgel do Amaral (1892 - ?), se casou em 1911 com sua prima Francisca das Chagas Benevides, filha de Manoel Praxedes Benevides Pimenta e Joana Elvídia Praxedes.[1]

## Homenagem
Canuto, seu filho promoveu o desenvolvimento da cidade de Janduís, e por esse motivo é considerado o fundador de tal município potiguar. Após a construção de 4 prédios (construções) numa das primeiras vias da cidade, Canuto a batizou com o nome do seu falecido pai, Vicente Gurgel.